# باول باترسون (أستاذ جامعي)
باول باترسون (بالإنجليزية: Paul Patterson)‏ هو معلم موسيقى وملحن بريطاني، ولد في 15 يونيو 1947 في تشيسترفيلد في المملكة المتحدة.

## وصلات خارجية
- الموقع الرسمي
- باول باترسون على موقع IMDb (الإنجليزية)
- باول باترسون على موقع ميوزك برينز (الإنجليزية)
- باول باترسون على موقع أول ميوزيك (الإنجليزية)
- باول باترسون على موقع ديسكوغز (الإنجليزية)